# بخش سوکور
بخش سوکور (سندی: سکر ڊویزن) یکی از بخش‌های پاکستان در ایالت سند بود که در اصلاحات انجام‌گرفته در سال ۲۰۰۰، ساختار بخش در پاکستان حذف گردید. اما در سال ۲۰۰۸ مجدداً بازگردانده شد. ناحیه‌های آن عبارت بودند از:
- ناحیه گهوتکی
- شهرستان خیرپور
- ناحیه سوکور